# 黑尔斯多夫
黑尔斯多夫是德国莱茵兰-普法尔茨州的一个市镇。总面积12.86平方公里，总人口381人，其中男性190人，女性191人（2011年12月31日），人口密度30人/平方公里。